# Mhère
Mhère és un municipi francès, situat al departament del Nièvre i a la regió de Borgonya - Franc Comtat. L'any 2007 tenia 276 habitants.

## Demografia

### Població
El 2007 la població de fet de Mhère era de 276 persones. Hi havia 147 famílies, de les quals 47 eren unipersonals (30 homes vivint sols i 17 dones vivint soles), 69 parelles sense fills, 22 parelles amb fills i 9 famílies monoparentals amb fills.
La població ha evolucionat segons el següent gràfic:
Habitants censats

### Habitatges
El 2007 hi havia 346 habitatges, 146 eren l'habitatge principal de la família, 169 eren segones residències i 31 estaven desocupats. 340 eren cases i 1 era un apartament. Dels 146 habitatges principals, 126 estaven ocupats pels seus propietaris, 12 estaven llogats i ocupats pels llogaters i 9 estaven cedits a títol gratuït; 1 tenia una cambra, 15 en tenien dues, 30 en tenien tres, 48 en tenien quatre i 52 en tenien cinc o més. 92 habitatges disposaven pel capbaix d'una plaça de pàrquing. A 76 habitatges hi havia un automòbil i a 48 n'hi havia dos o més.

### Piràmide de població
La piràmide de població per edats i sexe el 2009 era:
| Homes | Edats   | Dones |
| ----- | ------- | ----- |
| 0     | 95 o +  | 0     |
| 0     | 90 a 94 | 12    |
| 0     | 85 a 89 | 16    |
| 8     | 80 a 84 | 12    |
| 8     | 75 a 79 | 12    |
| 20    | 70 a 74 | 4     |
| 12    | 65 a 69 | 16    |
| 8     | 60 a 64 | 12    |
| 4     | 55 a 59 | 0     |
| 16    | 50 a 54 | 12    |
| 8     | 45 a 49 | 8     |
| 8     | 40 a 44 | 4     |
| 4     | 35 a 39 | 8     |
| 8     | 30 a 34 | 0     |
| 8     | 25 a 29 | 4     |
| 0     | 20 a 24 | 8     |
| 4     | 15 a 19 | 4     |
| 8     | 10 a 14 | 8     |
| 4     | 5 a 9   | 8     |
| 0     | 0 a 4   | 0     |

## Economia
El 2007 la població en edat de treballar era de 152 persones, 86 eren actives i 66 eren inactives. De les 86 persones actives 78 estaven ocupades (41 homes i 37 dones) i 8 estaven aturades (3 homes i 5 dones). De les 66 persones inactives 35 estaven jubilades, 5 estaven estudiant i 26 estaven classificades com a «altres inactius».

### Ingressos
El 2009 a Mhère hi havia 133 unitats fiscals que integraven 261 persones, la mediana anual d'ingressos fiscals per persona era de 15.051 €.

### Activitats econòmiques
Dels 9 establiments que hi havia el 2007, un era d'una empresa alimentària, un d'una empresa de fabricació d'altres productes industrials, un d'una empresa de construcció, un d'una empresa de comerç i reparació d'automòbils, tres d'empreses de transport, un d'una empresa d'hostatgeria i restauració i un d'una empresa classificada com a «altres activitats de serveis».
Dels dos establiments de servei als particulars que hi havia el 2009, un era una oficina de correu i un paleta.
L'any 2000 a Mhère hi havia 19 explotacions agrícoles que ocupaven un total de 1.428 hectàrees.

## Poblacions més properes
El següent diagrama mostra les poblacions més properes.